# Ponte Temburong
Il Ponte Temburong, chiamato anche Ponte Sultan Haji Omar Ali Saifuddien (in malese Jambatan Sultan Haji Omar Ali Saifuddien; Jawi جمبتن تمبوروڠ), è un ponte sospeso di tipo strallato situato nel Brunei.

## Descrizione
È uno dei ponti più lunghi nel sud-est asiatico, con un'estensione di 30 chilometri. Collega Mengkubau e Sungai Besar nel distretto di Brunei-Muara con Labu Estate nel distretto di Temburong. Questo è il primo ponte stradale del paese che collega direttamente la terraferma con l'exclave del Temburong. Il ponte consente ai pendolari di viaggiare tra i due territori senza dover attraversare la Malesia. In precedenza, l'unico collegamento diretto tra la capitale e Bangar, la città del distretto, era tramite i servizi di traghetto, che impiegavano circa 45 minuti.
La costruzione del ponte è iniziata nel 2014 e avrebbe dovuto essere completata entro la fine del 2019, ma alla fine è stato aperto nel marzo 2020. Il ponte è stato costruito da Daelim, una società sudcoreana, e da China State Construction Engineering Corporation (CSCEC), una società statale cinese.
A causa della pandemia COVID-19, il ponte è stato aperto prima del previsto il 17 marzo 2020.
Il 14 luglio 2020, in occasione del 74º compleanno del sultano Haji Hassanal Bolkiah, il ponte è stato rinominato Ponte sultano Haji Omar Ali Saifuddien in onore del defunto padre del sultano Sultan Haji Omar Ali Saifuddien Saadul Khairi Waddien.